# Parafia Najświętszej Maryi Panny Królowej Aniołów w Korbielowie
Parafia Najświętszej Maryi Panny Królowej Aniołów w Korbielowie – parafia rzymskokatolicka znajdująca się w Korbielowie. Należy do dekanatu Jeleśnia diecezji bielsko-żywieckiej. Erygowana w 1993. Prowadzą ją ojcowie dominikanie.